# Alfonso ed Elisa
Alfonso ed Elisa è un'opera di Saverio Mercadante. Fu rappresentata per la prima volta al Teatro Sociale di Mantova il 26 dicembre 1822. Il lavoro riuscì «di poco gradimento».
Gli interpreti della prima rappresentazione furono:
| Personaggio | Interprete                |
| ----------- | ------------------------- |
| Diego       | Gaetano Crivelli          |
| Alfonso     | Giovanni Battista Velluti |
| Elisa       | Giovanna Gnone Teghil     |
| Alvaro      | Nicola Trentanove Cenni   |
| Matilde     | Maria Bramati             |
| Rodrigo     | Michele Casalini          |

L'opera è un rifacimento di Andronico, basato su un soggetto simile ma ambientato nell'antichità. Un ulteriore rifacimento, col titolo Aminta ed Agira, andò in scena il 23 aprile 1823 al Teatro Comunale di Reggio Emilia.

## Trama
La scena si svolge in Aragona.
Alfonso, figlio del re d'Aragona Diego, vorrebbe sposare Elisa, ma lei lo rifiuta, preferendo piuttosto sposarne il padre, e lo convince, per allontanarlo, a recarsi in Catalogna, dove sono in corso rivolte. Alfonso parte, lasciando un ritratto e alcune lettere ad Elisa, e in sua assenza avviene il matrimonio tra Elisa e Diego. Alvaro, un ministro che aspira ad aumentare il proprio potere ma è ostacolato da Alfonso, venuto a sapere del ritratto e delle lettere getta discredito sul suo rivale, tanto che al suo ritorno Alfonso viene condannato per tradimento. Ma le trame di Alvaro vengono scoperte e Alfonso viene salvato.

## Struttura musicale
- Sinfonia

### Atto I
- N.1 - Introduzione e Cavatina di Elisa Viva Elisa: un più bel giorno - Oggetto tenero (Coro, Elisa)
- N. 2 - Cavatina di Diego Questa alfin darà la pace
- N. 3 - Duetto fra Diego ed Elisa Dovrei punir l'infido
- N. 4 - Aria di Alfonso Era felice un dì (Alfonso, Coro)
- N. 5 - Duetto fra Elisa ed Alfonso Vanne; se alberghi in petto
- N. 6 - Coro, Duetto fra Alfonso e Diego e Finale I Serba unita, o Ciel custode - Sì, ferisci, e la mia morte - Ah qual cimento è questo! (Coro, Diego, Alfonso, Alvaro, Matilde, Rodrigo, Elisa)

### Atto II
- N. 7 - Coro ed Aria di Elisa Non dubbia (ahi! miseri!) - Nel pianto, e nell'affanno (Coro, Elisa)
- N. 8 - Coro ed Aria di Diego Sacro dover terribile - Per te soave un giorno (Coro, Diego, Alvaro, Coro, Alfonso, Elisa)
- N. 9 - Aria di Matilde Tarda pentita io spargo
- N. 10 - Coro ed Aria di Alfonso Di grida insolite - Diletta immagine (Coro, Alfonso, Rodrigo, Capo)
- N. 11 - Duetto fra Alfonso ed Elisa Dalle più oscure grotte
- N. 12 - Terzetto Finale fra Diego, Alfonso ed Elisa A questo sen venite (Diego, Alfonso, Elisa, Matilde, Coro)